# Ismail Ould Bedde Ould Cheikh Sidiya
Ismail Ould Bedde Ould Cheikh Sidiya (nacido el 17 de marzo de 1961) es un político mauritano que desempeñó como Primer ministro de Mauritania desde el 5 de agosto de 2019 hasta el 6 de agosto de 2020, tras dimitir su gobierno. 
Fue ministro de Vivienda, Urbanismo y Planificación Territorial de Mauritania desde 2011 hasta 2014.

## Biografía
Tiene un título de ingeniería de la École centrale Paris. Hizo todos sus estudios de posgrado entre Toulouse y París.
Sidiya comenzó su carrera como jefe de la Oficina de Estudios y Programación de la Compañía Nacional de Industrias y Minería (SNIM) y luego como Gerente General de CompuNet. Algún tiempo después, se convirtió en el Gerente General del Departamento de Investigación ETASCO (minería, energía, agua, desarrollo urbano, estudios de viabilidad, comunicación, métodos de organización, consultoría) antes de convertirse en coordinador del proyecto de la nueva ciudad de Boutilimit. Se desempeñó como Ministro de Vivienda, Urbanismo y Ordenación del Territorio de 2011 a 2014, bajo el mandato de Mohamed Uld Abdelaziz.
El 2 de agosto de 2019, fue designado primer ministro de Mauritania por el presidente Mohamed Ould Ghazouani.